# Patrick Neary
Patrick Michael Neary (ur. 6 marca 1963 w La Porte) – amerykański duchowny katolicki, biskup diecezjalny Saint Cloud od 2023.

## Życiorys

### Prezbiterat
Święcenia kapłańskie otrzymał 6 kwietnia 1991 w Zgromadzeniu Świętego Krzyża. Był m.in. wicerektorem zakonnego seminarium, dyrektorem domu formacyjnego w Nairobi, przełożonym wschodnioafrykańskiego dystryktu zgromadzenia oraz proboszczem zakonnej parafii w Portland.

### Episkopat
15 grudnia 2022 papież Franciszek mianował go biskupem diecezjalnym Saint Cloud. Sakry udzielił mu 14 lutego 2023 metropolita Saint Paul i Minneapolis – arcybiskup Bernard Hebda.